# アメリカン・ゴシック 〜偽りの一族〜
『アメリカン・ゴシック 〜偽りの一族〜』（アメリカン・ゴシック 〜いつわりのいちぞく〜、原題：American Gothic）は、2016年のアメリカ合衆国のテレビドラマ。製作はアンブリン・テレビジョンとCBSテレビ。放送はCBS。全13回。

## あらすじ
ある日、ボストンの資産家ホーソーン家のグループ企業が工事を手がけた高速道路のトンネルの天井板が崩落する事故が起きる。
そのがれきの中から、14年前に迷宮入りした「シルバーベル連続殺人事件」の被害者の指紋が付着したベルトが見つかった。さらに、ホーソーン家の納屋から殺人現場に置かれた銀のベルとそっくりなものが見つかったことから、犯人はホーソーン家の人間ではないかという噂が立つ。
これをきっかけにホーソーン家の人間の秘密や嘘が次々と暴かれ、やがて家族の関係は徐々に崩れ始めていく。

## 放映リスト
- 第1話	「父の秘密」	Arrangement in Grey and Black
- 第2話	「証拠隠滅」	Jack-in-the-Pulpit
- 第3話	「首をくくった男」	Nighthawks
- 第4話	「犠牲者の娘」	Christina's World
- 第5話	「真実は幻覚の中に」	The Artist in His Museum
- 第6話	「駆け引き」	The Chess Players
- 第7話	「家族の呪縛」	The Gross Clinic
- 第8話	「危険な共鳴」	Kindred Spirits

第9話	「明かされる過去」	The Oxbow
- 第10話	「謎の共犯者」	The Veteran in a New Field
- 第11話	「森で何が起きたか？」	Freedom from Fear
- 第12話	「別離」	Madame X
- 第13話	「母の決断」	Whistler's Mother

## キャスト
※括弧内は日本語吹替。
- アリソン・ホーソーン＝プライス：ジュリエット・ライランス（林真里花）
- ギャレット・ホーソーン：アントニー・スター（志村知幸）
- キャム・ホーソーン：ジャスティン・チャットウィン（川田紳司）
- テッサ・ロス：メーガン・ケッチ（小林希唯）
- ブレイディ・ロス：エリオット・ナイト（四宮豪）
- ソフィー・ホーソーン：ステファニー・レオニダス（石田嘉代）
- ジャック・ホーソーン：ガブリエル・ベイトマン（森千晃）
- マデリーン・ホーソーン：ヴァージニア・マドセン（深見梨加）
- トム・プライス：ディラン・ブルース（土田大）
- ナオミ・フリン：モーリーン・セバスチャン
- ミッチェル・ホーソーン：ジェイミー・シェリダン（関輝雄）
- ガンサー・ホルツマン：エイダン・ディヴァイン
- リンダ・カッター：ディアドレ・ラヴジョイ
- コンリー：エンリコ・コラントーニ
- クリスティーナ・モラレス：カタリーナ・サンディノ・モレノ